# Station Mézériat
Station Mézériat is een spoorwegstation in de Franse gemeente Mézériat.